# رامی عیاش
رامی عَیّاش خواننده عرب که در سال ۱۹۸۰ میلادی در لبنان به دنیا آمد. رامی عیاش در برنامه استودیو الفن که خوانندگان معروف عرب در آن شرکت داشتند توانست در مدت کوتاهی محبوبیت فراوانی پیدا کند. او در دوران نوجوانی آرزو داشت که خواننده معروفی شود و برای این رسیدن به این آرزو تلاش می‌کرد. در همان دوران به تعلیم موسیقی و طرز نواختن با آلات موسیقی پرداخت و اولین بار در مدرسه برنامه اجرا کرد. بعد از آن در مسابقه‌ای که کانال LBC برای کشف استعدادهای درخشان اجرا می‌کرد شرکت کرد و در این برنامه مقام اول را کسب کرد. اجرای زیبای آهنگ (حمامه بیضه) که یک آهنگ ملی و حماسی لبنانی است کمک زیادی در قبولی رامی عیاش در این مسابقه کرد. بعد از آن رامی عیاش رسماً وارد دنیای موسیقی شد. آهنگ الناس الرایقه یکی از کارهای محبوب این خواننده می‌باشد.
البته کلیپ این موزیک باعث هجوم گروهی از خبرنگاران و منتقدان به رامی عیاش شد. آنها ظاهر رامی عیاش در این کلیپ را به حاخام‌های یهودی تشبیه کردنند که رامی عیاش در جواب آن‌ها گفت که من اهمیتی به این انتقادات بی‌مورد نمی‌دهم.
رامی عیاش علاوه بر خوانندگی، به دلیل نوشتن اشعار و آهنگسازی ترانه‌های خود نیز مشهور است. او سازهای مختلفی را اجرا می‌کند که از جمله آنها می‌توان به پیانو و اود اشاره کرد.

## زندگی شخصی
در ۲۴ اوت سال ۲۰۱۳، رامی عیاش با طراح مد لبنانی، دالیدا سعید (که اکنون با نام دالیدا عیاش شناخته می‌شود) ازدواج کرد. رامی و دالیدا عیاش از برترین زوج‌های مشهور جهان عرب هستند که به دلیل استایل خاص و محبت به یکدیگر مشهور هستند. آنها یک پسر به نام آرام و یک دختر بنام ایانا دارند.

## خیریه
این خواننده در حال تأسیس مرکز درمان اطفال بنام خود می‌باشد و می‌گوید امیدوارم این مؤسسه بتواند بخشی از دردهای کودکان جهان عرب را بکاهد.

## آلبوم‌ها
- رائع ۱۹۹۸
- معجزه ۱۹۹۹
- والاه ۲۰۰۰
- دیوان الحب ۲۰۰۱
- قلبی مال ۲۰۰۲
- یا مسهر عینی ۲۰۰۴
- حبیتک انا ۲۰۰۷
- غرامی ۲۰۱۰
- قصة حب ۲۰۱۹[۴]